# Кокочинская
Кокочинская — деревня в Шенкурском районе Архангельской области. Входит в состав муниципального образования «Ровдинское».

## География
Деревня расположена в южной части Архангельской области, в таёжной зоне, в пределах северной части Русской равнины, в 60 километрах на юго-запад от города Шенкурска, на правом берегу реки Суланда, притока Пуи.
Часовой пояс
Кокочинская, как и вся Архангельская область, находится в часовой зоне МСК (московское время). Смещение применяемого времени относительно UTC составляет +3:00.

## Население
| 2002 | 2010 | 2012 |
| ---- | ---- | ---- |
| 7    | ↘0   | ↗7   |

## История
Указана в «Списке населённых мест по сведениям 1859 года» в составе Шенкурского уезда(1-го стана) Архангельской губернии под номером «2074» как «Кокочкино Плесо». Насчитывала 6 дворов, 18 жителей мужского пола и 26 женского.
В «Списке населенных мест Архангельской губернии к 1905 году» деревня Кокочкинская(Малое Плесо) насчитывает 10 дворов, 43 мужчины и 47 женщин.  В административном отношении деревня входила в состав Суландского сельского общества Ровдинской волости.
На 1 мая 1922 года в поселении 14 дворов, 27 мужчин и 46 женщин.